# Taurinosoma graniticola
Taurinosoma graniticola är en mångfotingart som beskrevs av Karl Wilhelm Verhoeff 1932. Taurinosoma graniticola ingår i släktet Taurinosoma och familjen Mastigophorophyllidae. Inga underarter finns listade i Catalogue of Life.